# Equipos participantes en la Copa Mundial de Fútbol de 1974

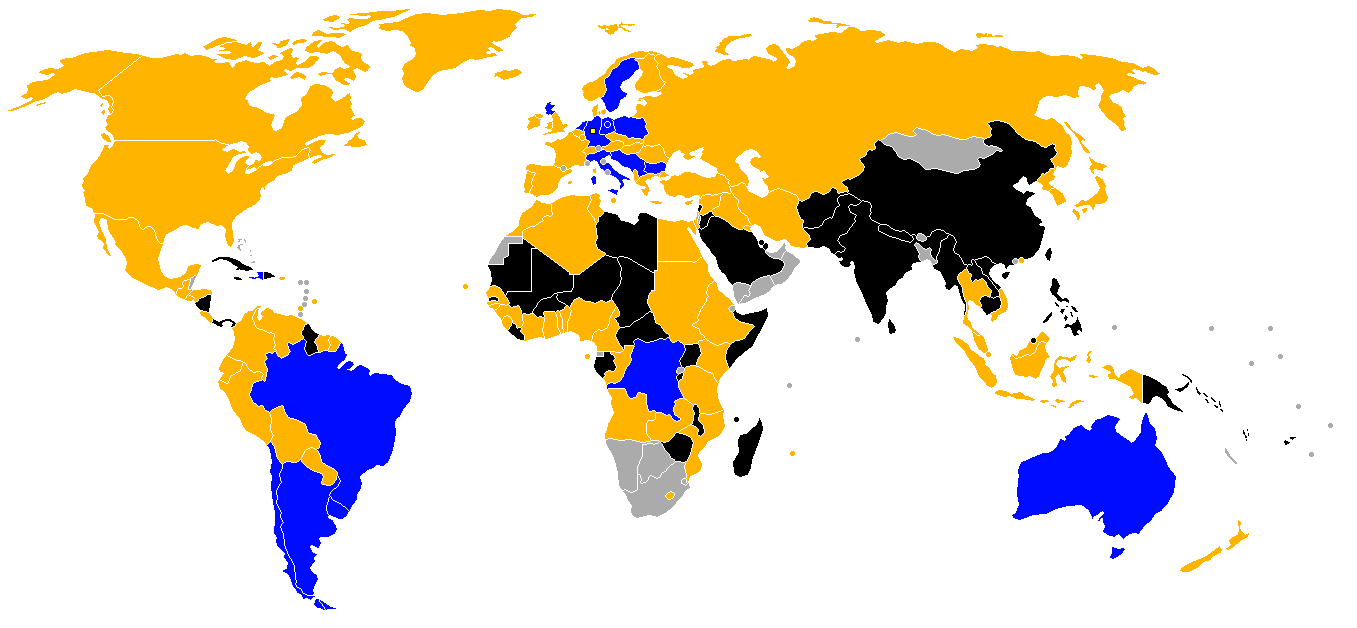
Equipos participantes de la Copa Mundial

Para la X Copa Mundial de Fútbol, que se realizó en Alemania Federal entre el 13 de junio y el 7 de julio de 1974, 16 equipos clasificaron a la fase final. Los 16 equipos participantes fueron divididos en cuatro grupos de cuatro integrantes. De cada grupo, los dos mejores equipos clasificaran a una segunda fase, también de grupos, para determinar quienes accedían a la final.

## Equipos
A la fase final del torneo clasificaron 16 de 99 equipos que participaron en la etapa clasificatoria: 4 por Sudamérica (incluyendo a Brasil, actual campeón), 9 por Europa (incluyendo al organizador), uno por África, uno por Norteamérica y uno por Asia y Oceanía. De estos 16, 4 eran debutantes en la competición.
Los equipos participantes en dicho torneo son:
| Equipo (ver en detalle) | Equipo (ver en detalle) | Equipo (ver en detalle) | Participaciones | Participaciones | Participaciones |
| Equipo (ver en detalle) | Equipo (ver en detalle) | Equipo (ver en detalle) | Total           | Cons.           | Última          |
| ----------------------- | ----------------------- | ----------------------- | --------------- | --------------- | --------------- |
|                         | Alemania Democrática    |                         | 1               | 1               | -               |
|                         | Alemania Federal        | 1/1 estrellas           | 8               | 6               | 1970            |
|                         | Argentina               |                         | 6               | 1               | 1966            |
|                         | Australia               |                         | 1               | 1               | -               |
|                         | Brasil                  | 3/3 estrellas           | 10              | 10              | 1970            |
|                         | Bulgaria                |                         | 4               | 4               | 1970            |
|                         | Chile                   |                         | 5               | 1               | 1966            |
| Bandera de Escocia      | Escocia                 |                         | 3               | 1               | 1958            |
|                         | Haití                   |                         | 1               | 1               | -               |
|                         | Italia                  | 2/2 estrellas           | 8               | 4               | 1970            |
|                         | Países Bajos            |                         | 3               | 1               | 1938            |
|                         | Polonia                 |                         | 2               | 1               | 1938            |
|                         | Suecia                  |                         | 6               | 2               | 1970            |
|                         | Uruguay                 | 2/2 estrellas           | 7               | 4               | 1970            |
|                         | Yugoslavia              |                         | 6               | 1               | 1962            |
|                         | Zaire                   |                         | 1               | 1               | -               |

## Lista de jugadores

### Grupo 1

#### Alemania Occidental
| #    | Posición       | Nombre                   | Edad         | PJ Sel       | Club                |
| ---- | -------------- | ------------------------ | ------------ | ------------ | ------------------- |
| 1    | Portero        | Sepp Maier               | 30           | 50           | Bayern de Múnich    |
| 2    | Defensa        | Berti Vogts              | 27           | 24           | Borussia M'gladbach |
| 3    | Defensa        | Paul Breitner            | 22           | 19           | Bayern de Múnich    |
| 4    | Defensa        | Hans-Georg Schwarzenbeck | 26           | 23           | Bayern de Múnich    |
| 5    | Defensa        | Franz Beckenbauer        | 28           | 78           | Bayern de Múnich    |
| 6    | Defensa        | Horst-Dieter Höttges     | 30           | 65           | Werder Bremen       |
| 7    | Centrocampista | Herbert Wimmer           | 29           | 23           | Borussia M'gladbach |
| 8    | Centrocampista | Bernhard Cullmann        | 24           | 12           | FC Köln             |
| 9    | Delantero      | Jürgen Grabowski         | 29           | 38           | Eintracht Frankfurt |
| 10   | Centrocampista | Günter Netzer            | 29           | 34           | Real Madrid         |
| 11   | Delantero      | Jupp Heynckes            | 29           | 28           | Borussia M'gladbach |
| 12   | Centrocampista | Wolfgang Overath         | 30           | 74           | FC Köln             |
| 13   | Delantero      | Gerd Müller              | 28           | 55           | Bayern de Múnich    |
| 14   | Centrocampista | Uli Hoeneß               | 22           | 23           | Bayern de Múnich    |
| 15   | Centrocampista | Heinz Flohe              | 26           | 14           | FC Köln             |
| 16   | Centrocampista | Rainer Bonhof            | 22           | 4            | Borussia M'gladbach |
| 17   | Delantero      | Bernd Hölzenbein         | 28           | 4            | Eintracht Frankfurt |
| 18   | Delantero      | Dieter Herzog            | 27           | 2            | Fortuna Düsseldorf  |
| 19   | Centrocampista | Jupp Kapellmann          | 24           | 3            | Bayern de Múnich    |
| 20   | Defensa        | Helmut Kremers           | 25           | 5            | Schalke             |
| 21   | Portero        | Norbert Nigbur           | 26           | 2            | Schalke             |
| 22   | Portero        | Wolfgang Kleff           | 27           | 6            | Borussia M'gladbach |
| Ent. | Helmut Schön   | Helmut Schön             | Helmut Schön | Helmut Schön | Helmut Schön        |

#### Alemania Oriental
| #    | Posición       | Nombre               | Edad           | PJ Sel         | Club                       |
| ---- | -------------- | -------------------- | -------------- | -------------- | -------------------------- |
| 1    | Portero        | Jürgen Croy          | 27             | 43             | Sachsenring Zwickau        |
| 2    | Defensa        | Lothar Kurbjuweit    | 23             | 30             | Carl Zeiss Jena            |
| 3    | Defensa        | Bernd Bransch        | 29             | 52             | Carl Zeiss Jena            |
| 4    | Defensa        | Konrad Weise         | 22             | 23             | Carl Zeiss Jena            |
| 5    | Defensa        | Joachim Fritsche     | 22             | 0              | Lokomotiv Leipzig          |
| 6    | Centrocampista | Rüdiger Schnuphase   | 20             | 4              | Rot-Weiss Erfurt           |
| 7    | Centrocampista | Jürgen Pommerenke    | 21             | 10             | 1. FC Magdeburgo           |
| 8    | Delantero      | Wolfram Löwe         | 29             | 33             | Lokomotiv Leipzig          |
| 9    | Delantero      | Peter Ducke          | 32             | 57             | Carl Zeiss Jena            |
| 10   | Centrocampista | Hans-Jürgen Kreische | 26             | 36             | Dynamo Dresden             |
| 11   | Delantero      | Joachim Streich      | 23             | 26             | Hansa Rostock              |
| 12   | Defensa        | Siegmar Wätzlich     | 26             | 9              | Dynamo Dresden             |
| 13   | Centrocampista | Reinhard Lauck       | 27             | 14             | Dynamo Berlin              |
| 14   | Delantero      | Jürgen Sparwasser    | 26             | 28             | 1. FC Magdeburgo           |
| 15   | Delantero      | Eberhard Vogel       | 31             | 53             | Carl Zeiss Jena            |
| 16   | Centrocampista | Harald Irmscher      | 28             | 29             | Carl Zeiss Jena            |
| 17   | Centrocampista | Erich Hamann         | 29             | 1              | FC Vorwärts Frankfurt/Oder |
| 18   | Defensa        | Gerd Kische          | 22             | 13             | Hansa Rostock              |
| 19   | Centrocampista | Wolfgang Seguin      | 28             | 13             | 1. FC Magdeburgo           |
| 20   | Delantero      | Martin Hoffmann      | 19             | 3              | 1. FC Magdeburgo           |
| 21   | Portero        | Wolfgang Blochwitz   | 33             | 17             | Carl Zeiss Jena            |
| 22   | Portero        | Werner Friese        | 28             | 0              | Lokomotiv Leipzig          |
| Ent. | Georg Buschner | Georg Buschner       | Georg Buschner | Georg Buschner | Georg Buschner             |

#### Australia
| #    | Posición       | Nombre            | Edad       | PJ Sel     | Club                  |
| ---- | -------------- | ----------------- | ---------- | ---------- | --------------------- |
| 1    | Portero        | Jack Reilly       | 28         | 15         | Hakoah Melbourne      |
| 2    | Defensa        | Doug Utjesenovic  | 27         | 19         | St George Sydney      |
| 3    | Defensa        | Peter Wilson      | 26         | 34         | Safeway United        |
| 4    | Defensa        | Manfred Schaefer  | 31         | 49         | St George Sydney      |
| 5    | Defensa        | Colin Curran      | 26         | 13         | Western Suburbs (NSW) |
| 6    | Centrocampista | Ray Richards      | 28         | 31         | Marconi Fairfield     |
| 7    | Centrocampista | Jimmy Rooney      | 28         | 20         | APIA Leichhardt       |
| 8    | Centrocampista | Jimmy Mackay      | 30         | 30         | Hakoah Sydney         |
| 9    | Centrocampista | Johnny Warren     | 31         | 44         | St George Sydney      |
| 10   | Delantero      | Gary Manuel       | 24         | 4          | Pan Hellenic          |
| 11   | Delantero      | Attila Abonyi     | 27         | 39         | St George Sydney      |
| 12   | Delantero      | Adrian Alston     | 25         | 34         | Safeway United        |
| 13   | Centrocampista | Peter Ollerton    | 23         | 4          | APIA Leichhardt       |
| 14   | Centrocampista | Max Tolson        | 28         | 16         | Safeway United        |
| 15   | Defensa        | Harry Williams    | 23         | 3          | St George Sydney      |
| 16   | Defensa        | Ivo Rudic         | 32         | 0          | Pan Hellenic          |
| 17   | Defensa        | Dave Harding      | 27         | 1          | Pan Hellenic          |
| 18   | Centrocampista | Johnny Watkiss    | 33         | 23         | Hakoah Sydney         |
| 19   | Centrocampista | Ernie Campbell    | 24         | 8          | Marconi Fairfield     |
| 20   | Delantero      | Branko Buljevic   | 26         | 19         | Footscray JUST        |
| 21   | Portero        | Jim Milisavljevic | 23         | 0          | Footscray JUST        |
| 22   | Portero        | Allan Maher       | 23         | 0          | Sutherland Shire      |
| Ent. | Ralé Rasic     | Ralé Rasic        | Ralé Rasic | Ralé Rasic | Ralé Rasic            |

#### Chile
| #    | Posición       | Nombre            | Edad        | PJ Sel      | Club                      |
| ---- | -------------- | ----------------- | ----------- | ----------- | ------------------------- |
| 1    | Portero        | Leopoldo Vallejos | 29          | -           | Universidad Católica      |
| 2    | Defensa        | Rolando García    | 31          | -           | Colo Colo                 |
| 3    | Defensa        | Alberto Quintano  | 28          | -           | Club Deportivo Cruz Azul  |
| 4    | Defensa        | Antonio Arias     | 29          | -           | Unión Española            |
| 5    | Defensa        | Elías Figueroa    | 27          | -           | Sport Club Internacional  |
| 6    | Defensa        | Juan Rodríguez    | 30          | -           | Atlético Español          |
| 7    | Delantero      | Carlos Caszely    | 23          | -           | Levante Unión Deportiva   |
| 8    | Centrocampista | Francisco Valdés  | 31          | -           | Colo Colo                 |
| 9    | Delantero      | Sergio Ahumada    | 25          | -           | Colo Colo                 |
| 10   | Centrocampista | Carlos Reinoso    | 29          | -           | América                   |
| 11   | Delantero      | Leonardo Véliz    | 28          | -           | Colo Colo                 |
| 12   | Defensa        | Juan Machuca      | 23          | -           | Unión Española            |
| 13   | Defensa        | Rafael González   | 24          | -           | Colo Colo                 |
| 14   | Centrocampista | Alfonso Lara      | 28          | -           | Colo Colo                 |
| 15   | Defensa        | Mario Galindo     | 22          | -           | Colo Colo                 |
| 16   | Centrocampista | Guillermo Páez    | 29          | -           | Colo Colo                 |
| 17   | Delantero      | Guillermo Yávar   | 31          | -           | Club Universidad de Chile |
| 18   | Centrocampista | Jorge Socías      | 22          | -           | Club Universidad de Chile |
| 19   | Centrocampista | Rogelio Farías    | 24          | -           | Unión Española            |
| 20   | Delantero      | Osvaldo Castro    | 27          | -           | América                   |
| 21   | Portero        | Juan Olivares     | 33          | -           | Unión Española            |
| 22   | Portero        | Adolfo Nef        | 28          | -           | Colo Colo                 |
| Ent. | Luis Álamos    | Luis Álamos       | Luis Álamos | Luis Álamos | Luis Álamos               |

### Grupo 3

#### Brasil
| #    | Posición       | Nombre         | Edad          | PJ Sel        | Club          |
| ---- | -------------- | -------------- | ------------- | ------------- | ------------- |
| 1    | Portero        | Leão           | 24            | -             | Palmeiras     |
| 2    | Defensa        | Luís Pereira   | 24            | -             | Palmeiras     |
| 3    | Defensa        | Marinho Peres  | 27            | -             | Santos FC     |
| 4    | Defensa        | Zé Maria       | 25            | -             | Corinthians   |
| 5    | Centrocampista | Piazza         | 31            | -             | Cruzeiro      |
| 6    | Defensa        | Marinho Chagas | 22            | -             | Botafogo      |
| 7    | Delantero      | Jairzinho      | 29            | -             | Botafogo      |
| 8    | Delantero      | Leivinha       | 24            | -             | Palmeiras     |
| 9    | Delantero      | César          | 29            | -             | Palmeiras     |
| 10   | Centrocampista | Rivelino       | 28            | -             | Corinthians   |
| 11   | Centrocampista | Paulo César    | 24            | -             | Flamengo      |
| 12   | Portero        | Renato         | 29            | -             | Flamengo      |
| 13   | Delantero      | Valdomiro      | 28            | -             | Internacional |
| 14   | Defensa        | Nelinho        | 23            | -             | Cruzeiro      |
| 15   | Defensa        | Alfredo        | 27            | -             | Palmeiras     |
| 16   | Defensa        | Marco Antônio  | 23            | -             | Fluminense    |
| 17   | Centrocampista | Carpegiani     | 25            | -             | Internacional |
| 18   | Centrocampista | Ademir da Guia | 32            | -             | Palmeiras     |
| 19   | Delantero      | Mirandinha     | 22            | -             | São Paulo FC  |
| 20   | Delantero      | Edu            | 24            | -             | Santos FC     |
| 21   | Delantero      | Dirceu         | 21            | -             | Botafogo      |
| 22   | Portero        | Valdir Peres   | 23            | -             | São Paulo FC  |
| Ent. | Mário Zagallo  | Mário Zagallo  | Mário Zagallo | Mário Zagallo | Mário Zagallo |

#### Escocia
| #    | Posición       | Nombre          | Edad          | PJ Sel        | Club              |
| ---- | -------------- | --------------- | ------------- | ------------- | ----------------- |
| 1    | Portero        | David Harvey    | 26            | 7             | Leeds United      |
| 2    | Defensa        | Sandy Jardine   | 25            | 16            | Rangers           |
| 3    | Defensa        | Danny McGrain   | 24            | 12            | Celtic            |
| 4    | Centrocampista | Billy Bremner   | 31            | 48            | Leeds United      |
| 5    | Defensa        | Jim Holton      | 23            | 11            | Manchester United |
| 6    | Defensa        | John Blackley   | 26            | 3             | Hibernian         |
| 7    | Centrocampista | Jimmy Johnstone | 29            | 21            | Celtic            |
| 8    | Delantero      | Kenny Dalglish  | 23            | 19            | Celtic            |
| 9    | Delantero      | Joe Jordan      | 22            | 11            | Leeds United      |
| 10   | Centrocampista | David Hay       | 26            | 24            | Celtic            |
| 11   | Delantero      | Peter Lorimer   | 27            | 14            | Leeds United      |
| 12   | Portero        | Thomson Allan   | 27            | 2             | Dundee            |
| 13   | Portero        | Jim Stewart     | 20            | 0             | Kilmarnock        |
| 14   | Defensa        | Martin Buchan   | 25            | 13            | Manchester United |
| 15   | Centrocampista | Peter Cormack   | 27            | 9             | Liverpool         |
| 16   | Defensa        | Willie Donachie | 22            | 11            | Manchester City   |
| 17   | Centrocampista | Donald Ford     | 29            | 3             | Hearts            |
| 18   | Centrocampista | Tommy Hutchison | 26            | 8             | Coventry City     |
| 19   | Delantero      | Denis Law       | 34            | 54            | Manchester City   |
| 20   | Delantero      | Willie Morgan   | 29            | 19            | Manchester United |
| 21   | Defensa        | Gordon McQueen  | 21            | 1             | Leeds United      |
| 22   | Defensa        | Erich Schaedler | 24            | 1             | Hibernian         |
| Ent. | Willie Ormond  | Willie Ormond   | Willie Ormond | Willie Ormond | Willie Ormond     |

#### Yugoslavia
| #    | Posición        | Nombre              | Edad            | PJ Sel          | Club                      |
| ---- | --------------- | ------------------- | --------------- | --------------- | ------------------------- |
| 1    | Portero         | Enver Marić         | 26              | -               | Velež Mostar              |
| 2    | Defensa         | Ivan Buljan         | 24              | -               | Hajduk Split              |
| 3    | Defensa         | Enver Hadžiabdić    | 28              | -               | FK Željezničar            |
| 4    | Defensa         | Dražen Mužinić      | 21              | -               | Hajduk Split              |
| 5    | Defensa         | Josip Katalinski    | 26              | -               | FK Željezničar            |
| 6    | Defensa         | Vladislav Bogićević | 23              | -               | Estrella Roja de Belgrado |
| 7    | Centrocampista  | Ilija Petković      | 28              | -               | Troyes                    |
| 8    | Centrocampista  | Branko Oblak        | 27              | -               | Hajduk Split              |
| 9    | Delantero       | Ivica Šurjak        | 21              | -               | Hajduk Split              |
| 10   | Centrocampista  | Jovan Aćimović      | 25              | -               | Estrella Roja de Belgrado |
| 11   | Delantero       | Dragan Džajić       | 28              | -               | Estrella Roja de Belgrado |
| 12   | Delantero       | Jurica Jerković     | 24              | -               | Hajduk Split              |
| 13   | Defensa         | Miroslav Pavlović   | 31              | -               | Estrella Roja de Belgrado |
| 14   | Defensa         | Luka Peruzović      | 22              | -               | Hajduk Split              |
| 15   | Defensa         | Kiril Dojčinovski   | 30              | -               | Estrella Roja de Belgrado |
| 16   | Centrocampista  | Franjo Vladić       | 22              | -               | Velež Mostar              |
| 17   | Delantero       | Danilo Popivoda     | 27              | -               | NK Olimpija Ljubljana     |
| 18   | Delantero       | Stanislav Karasi    | 27              | -               | Estrella Roja de Belgrado |
| 19   | Delantero       | Dušan Bajević       | 25              | -               | Velež Mostar              |
| 20   | Centrocampista  | Vladimir Petrović   | 18              | -               | Estrella Roja de Belgrado |
| 21   | Portero         | Ognjen Petrović     | 26              | -               | Estrella Roja de Belgrado |
| 22   | Portero         | Rizah Mešković      | 26              | -               | Hajduk Split              |
| Ent. | Miljan Miljanić | Miljan Miljanić     | Miljan Miljanić | Miljan Miljanić | Miljan Miljanić           |

#### Zaire
| #    | Posición        | Nombre               | Edad            | PJ Sel          | Club               |
| ---- | --------------- | -------------------- | --------------- | --------------- | ------------------ |
| 1    | Portero         | Mwamba Kazadi        | 27              | -               | Mazembe Lubumbashi |
| 2    | Defensa         | Ilunga Mwepu         | 24              | -               | Mazembe Lubumbashi |
| 3    | Defensa         | Mwanza Mukombo       | 28              | -               | Mazembe Lubumbashi |
| 4    | Defensa         | Tshimen Buhanga      | 25              | -               | Mazembe Lubumbashi |
| 5    | Defensa         | Boba Lobilo          | 24              | -               | AS Vita Kinshasa   |
| 6    | Centrocampista  | Massamba Kilasu      | 23              | -               | AS Bilima          |
| 7    | Centrocampista  | Kamunda Tshinabu     | 28              | -               | Mazembe Lubumbashi |
| 8    | Centrocampista  | Mambwene Mana        | 26              | -               | Imana Kinshasa     |
| 9    | Centrocampista  | Uba Kembo Kembo      | 26              | -               | AS Vita Kinshasa   |
| 10   | Centrocampista  | Mantantu Kidumu      | 27              | -               | Imana Kinshasa     |
| 11   | Defensa         | Babo Kabasu          | 24              | -               | AS Bilima          |
| 12   | Portero         | Dimbi Tubilandu      | 26              | -               | AS Vita Kinshasa   |
| 13   | Centrocampista  | Mulamba Ndaye        | 25              | -               | AS Vita Kinshasa   |
| 14   | Delantero       | Adelard Mayanga Maku | 25              | -               | AS Vita Kinshasa   |
| 15   | Centrocampista  | Mafu Kibonge         | 29              | -               | AS Vita Kinshasa   |
| 16   | Defensa         | Mialo Mwape          | 22              | -               | Nyiki Lubumbashi   |
| 17   | Centrocampista  | Kafula Ngoie         | 28              | -               | Mazembe Lubumbashi |
| 18   | Delantero       | Mafuila Mavuba       | 24              | -               | AS Vita Kinshasa   |
| 19   | Delantero       | Ekofa Mbungu         | 25              | -               | Imana Kinshasa     |
| 20   | Delantero       | Kalala Ntumba        | 25              | -               | AS Vita Kinshasa   |
| 21   | Delantero       | Etepe Kakoko         | 23              | -               | Imana Kinshasa     |
| 22   | Portero         | Otepa Kalambay       | 25              | -               | Mazembe Lubumbashi |
| Ent. | Blagoja Vidinić | Blagoja Vidinić      | Blagoja Vidinić | Blagoja Vidinić | Blagoja Vidinić    |

### Grupo 3

#### Países Bajos
| #    | Posición       | Nombre               | Edad          | PJ Sel        | Club                    |
| ---- | -------------- | -------------------- | ------------- | ------------- | ----------------------- |
| 1    | Delantero      | Ruud Geels           | 25            | 3             | Club Brugge             |
| 2    | Centrocampista | Arie Haan            | 25            | 10            | Ajax Amsterdam          |
| 3    | Centrocampista | Willem van Hanegem   | 30            | 29            | Feyenoord               |
| 4    | Defensa        | Kees van Ierssel     | 28            | 4             | Football Club Twente    |
| 5    | Defensa        | Rinus Israël         | 32            | 44            | Feyenoord               |
| 6    | Centrocampista | Wim Jansen           | 27            | 25            | Feyenoord               |
| 7    | Centrocampista | Theo de Jong         | 26            | 8             | Feyenoord               |
| 8    | Portero        | Jan Jongbloed        | 33            | 2             | Football Club Ámsterdam |
| 9    | Delantero      | Piet Keizer          | 30            | 33            | Ajax Amsterdam          |
| 10   | Centrocampista | René van de Kerkhof  | 22            | 5             | PSV Eindhoven           |
| 11   | Centrocampista | Willy van de Kerkhof | 22            | 1             | PSV Eindhoven           |
| 12   | Defensa        | Ruud Krol            | 25            | 20            | Ajax Amsterdam          |
| 13   | Centrocampista | Johan Neeskens       | 22            | 17            | Ajax Amsterdam          |
| 14   | Delantero      | Johan Cruyff         | 27            | 28            | F.C. Barcelona          |
| 15   | Delantero      | Rob Rensenbrink      | 26            | 13            | R.S.C. Anderlecht       |
| 16   | Delantero      | Johnny Rep           | 22            | 5             | Ajax Amsterdam          |
| 17   | Defensa        | Wim Rijsbergen       | 22            | 1             | Feyenoord               |
| 18   | Portero        | Piet Schrijvers      | 27            | 5             | Football Club Twente    |
| 19   | Defensa        | Pleun Strik          | 30            | 8             | PSV Eindhoven           |
| 20   | Defensa        | Wim Suurbier         | 29            | 27            | Ajax Amsterdam          |
| 21   | Portero        | Eddy Treijtel        | 28            | 4             | Feyenoord               |
| 22   | Defensa        | Harry Vos            | 27            | 0             | Feyenoord               |
| Ent. | Rinus Michels  | Rinus Michels        | Rinus Michels | Rinus Michels | Rinus Michels           |

#### Suecia
| #    | Posición       | Nombre              | Edad          | PJ Sel        | Club           |
| ---- | -------------- | ------------------- | ------------- | ------------- | -------------- |
| 1    | Portero        | Ronnie Hellström    | 25            | -             | Hammarby       |
| 2    | Defensa        | Jan Olsson          | 32            | -             | Åtvidaberg     |
| 3    | Defensa        | Kent Karlsson       | 28            | -             | Åtvidaberg     |
| 4    | Defensa        | Björn Nordqvist     | 31            | -             | PSV Eindhoven  |
| 5    | Defensa        | Björn Andersson     | 22            | -             | Östers         |
| 6    | Centrocampista | Ove Grahn           | 31            | -             | Grasshoppers   |
| 7    | Centrocampista | Bo Larsson          | 30            | -             | Malmö          |
| 8    | Centrocampista | Conny Torstensson   | 24            | -             | Bayern Múnich  |
| 9    | Delantero      | Ove Kindvall        | 31            | -             | IFK Norrköping |
| 10   | Delantero      | Ralf Edström        | 21            | -             | PSV Eindhoven  |
| 11   | Delantero      | Roland Sandberg     | 27            | -             | Kaiserslautern |
| 12   | Portero        | Sven-Gunnar Larsson | 34            | -             | Örebro         |
| 13   | Defensa        | Roland Grip         | 33            | -             | AIK Solna      |
| 14   | Defensa        | Staffan Tapper      | 25            | -             | Malmö          |
| 15   | Centrocampista | Benno Magnusson     | 21            | -             | Kaiserslautern |
| 16   | Centrocampista | Inge Ejderstedt     | 27            | -             | Östers         |
| 17   | Portero        | Göran Hagberg       | 26            | -             | Östers         |
| 18   | Defensa        | Jörgen Augustsson   | 21            | -             | Åtvidaberg     |
| 19   | Centrocampista | Claes Cronqvist     | 29            | -             | Djurgården     |
| 20   | Centrocampista | Sven Lindman        | 32            | -             | Djurgården     |
| 21   | Centrocampista | Örjan Persson       | 31            | -             | Örgryte        |
| 22   | Centrocampista | Thomas Ahlström     | 21            | -             | Elfsborg       |
| Ent. | Georg Ericson  | Georg Ericson       | Georg Ericson | Georg Ericson | Georg Ericson  |

#### Uruguay
| #    | Posición       | Nombre                 | Edad          | PJ Sel        | Club              |
| ---- | -------------- | ---------------------- | ------------- | ------------- | ----------------- |
| 1    | Portero        | Ladislao Mazurkiewicz  | 29            | -             | Atlético Mineiro  |
| 2    | Defensa        | Baudilio Jáuregui      | 28            | -             | River Plate       |
| 3    | Defensa        | Juan Masnik            | 31            | -             | Nacional          |
| 4    | Defensa        | Pablo Forlán           | 28            | -             | São Paulo         |
| 5    | Defensa        | Julio Montero Castillo | 30            | -             | Nacional          |
| 6    | Defensa        | Ricardo Pavoni         | 30            | -             | Independiente     |
| 7    | Centrocampista | Luis Cubilla           | 34            | -             | Nacional          |
| 8    | Centrocampista | Víctor Espárrago       | 29            | -             | Sevilla           |
| 9    | Delantero      | Fernando Morena        | 22            | -             | Peñarol           |
| 10   | Centrocampista | Pedro Rocha            | 31            | -             | São Paulo         |
| 11   | Delantero      | Rubén Corbo            | 22            | -             | Peñarol           |
| 12   | Portero        | Héctor Santos          | 29            | -             | Alianza Lima      |
| 13   | Defensa        | Gustavo De Simone      | 26            | -             | Defensor Sporting |
| 14   | Defensa        | Luis Garisto           | 28            | -             | Peñarol           |
| 15   | Defensa        | Mario González         | 24            | -             | Peñarol           |
| 16   | Centrocampista | Alberto Cardaccio      | 24            | -             | Danubio           |
| 17   | Centrocampista | Julio César Jiménez    | 19            | -             | Peñarol           |
| 18   | Centrocampista | Walter Mantegazza      | 21            | -             | Nacional          |
| 19   | Delantero      | Denis Milar            | 21            | -             | Liverpool         |
| 20   | Delantero      | Juan Silva             | 25            | -             | Peñarol           |
| 21   | Delantero      | José Gómez             | 24            | -             | Cerro             |
| 22   | Portero        | Gustavo Fernández      | 22            | -             | Rentistas         |
| Ent. | Roberto Porta  | Roberto Porta          | Roberto Porta | Roberto Porta | Roberto Porta     |

#### Bulgaria
| #    | Posición        | Nombre            | Edad            | PJ Sel          | Club                |
| ---- | --------------- | ----------------- | --------------- | --------------- | ------------------- |
| 1    | Portero         | Rumen Goranov     | 24              | -               | Lokomotiv Sofia     |
| 2    | Defensa         | Ivan Zafirov      | 26              | -               | CSKA Sofia          |
| 3    | Defensa         | Dobromir Zhechev  | 31              | -               | Levski Sofia        |
| 4    | Centrocampista  | Stefan Velichkov  | 25              | -               | Etar Veliko Tarnovo |
| 5    | Centrocampista  | Bozhil Kolev      | 25              | -               | CSKA Sofia          |
| 6    | Defensa         | Dimitar Penev     | 28              | -               | CSKA Sofia          |
| 7    | Defensa         | Voyn Voynov       | 21              | -               | Levski Sofia        |
| 8    | Centrocampista  | Hristo Bonev      | 27              | -               | Lokomotiv Plovdiv   |
| 9    | Delantero       | Atanas Mihailov   | 24              | -               | Lokomotiv Sofia     |
| 10   | Centrocampista  | Ivan Stoyanov     | 25              | -               | Levski Sofia        |
| 11   | Centrocampista  | Georgi Denev      | 24              | -               | CSKA Sofia          |
| 12   | Defensa         | Stefan Aladzhov   | 26              | -               | CSKA Sofia          |
| 13   | Defensa         | Mladen Vasilev    | 26              | -               | Akademik Sofia      |
| 14   | Delantero       | Kiril Milanov     | 25              | -               | Levski Sofia        |
| 15   | Delantero       | Pavel Panov       | 23              | -               | Levski Sofia        |
| 16   | Delantero       | Bozhidar Grigorov | 28              | -               | Slavia Sofia        |
| 17   | Centrocampista  | Asparuh Nikodimov | 28              | -               | CSKA Sofia          |
| 18   | Defensa         | Tsonyo Vasilev    | 22              | -               | CSKA Sofia          |
| 19   | Defensa         | Kiril Ivkov       | 27              | -               | Levski Sofia        |
| 20   | Delantero       | Krasimir Borisov  | 24              | -               | Levski Sofia        |
| 21   | Portero         | Stefan Staykov    | 24              | -               | Levski Sofia        |
| 22   | Portero         | Simeon Simeonov   | 28              | -               | Slavia Sofia        |
| Ent. | Hristo Mladenov | Hristo Mladenov   | Hristo Mladenov | Hristo Mladenov | Hristo Mladenov     |

### Grupo 4

#### Polonia
| #    | Posición         | Nombre             | Edad             | PJ Sel           | Club             |
| ---- | ---------------- | ------------------ | ---------------- | ---------------- | ---------------- |
| 1    | Portero          | Andrzej Fischer    | 22               | -                | Górnik Zabrze    |
| 2    | Portero          | Jan Tomaszewski    | 26               | -                | ŁKS Łódź         |
| 3    | Portero          | Zygmunt Kalinowski | 25               | -                | Śląsk Wrocław    |
| 4    | Defensa          | Antoni Szymanowski | 23               | -                | Wisła Kraków     |
| 5    | Defensa          | Zbigniew Gut       | 25               | -                | Odra Opole       |
| 6    | Defensa          | Jerzy Gorgoń       | 24               | -                | Górnik Zabrze    |
| 7    | Centrocampista   | Henryk Wieczorek   | 24               | -                | Górnik Zabrze    |
| 8    | Defensa          | Mirosław Bulzacki  | 22               | -                | ŁKS Łódź         |
| 9    | Defensa          | Władysław Żmuda    | 20               | -                | Gwardia Warszawa |
| 10   | Defensa          | Adam Musiał        | 25               | -                | Wisła Kraków     |
| 11   | Centrocampista   | Lesław Ćmikiewicz  | 25               | -                | Legia Warszawa   |
| 12   | Centrocampista   | Kazimierz Deyna    | 26               | -                | Legia Warszawa   |
| 13   | Centrocampista   | Henryk Kasperczak  | 27               | -                | Stal Mielec      |
| 14   | Centrocampista   | Zygmunt Maszczyk   | 29               | -                | Ruch Chorzów     |
| 15   | Delantero        | Roman Jakóbczak    | 28               | -                | Lech Poznań      |
| 16   | Delantero        | Grzegorz Lato      | 24               | -                | Stal Mielec      |
| 17   | Delantero        | Andrzej Szarmach   | 23               | -                | Górnik Zabrze    |
| 18   | Delantero        | Robert Gadocha     | 28               | -                | Legia Warszawa   |
| 19   | Delantero        | Jan Domarski       | 27               | -                | Stal Mielec      |
| 20   | Delantero        | Zdzisław Kapka     | 19               | -                | Wisła Kraków     |
| 21   | Delantero        | Kazimierz Kmiecik  | 22               | -                | Wisła Kraków     |
| 22   | Delantero        | Marek Kusto        | 20               | -                | Wisła Kraków     |
| Ent. | Kazimierz Górski | Kazimierz Górski   | Kazimierz Górski | Kazimierz Górski | Kazimierz Górski |

#### Italia
| #    | Posición             | Nombre               | Edad                 | PJ Sel               | Club                 |
| ---- | -------------------- | -------------------- | -------------------- | -------------------- | -------------------- |
| 1    | Portero              | Dino Zoff            | 32                   | 32                   | Juventus de Turín    |
| 2    | Defensa              | Luciano Spinosi      | 24                   | 16                   | Juventus de Turín    |
| 3    | Defensa              | Giacinto Facchetti   | 31                   | 73                   | FC Internazionale    |
| 4    | Defensa              | Romeo Benetti        | 28                   | 15                   | AC Milan             |
| 5    | Defensa              | Francesco Morini     | 29                   | 6                    | Juventus de Turín    |
| 6    | Defensa              | Tarcisio Burgnich    | 35                   | 63                   | FC Internazionale    |
| 7    | Centrocampista       | Sandro Mazzola       | 31                   | 67                   | FC Internazionale    |
| 8    | Centrocampista       | Fabio Capello        | 27                   | 16                   | Juventus de Turín    |
| 9    | Delantero            | Giorgio Chinaglia    | 27                   | 9                    | Lazio                |
| 10   | Centrocampista       | Gianni Rivera        | 30                   | 58                   | AC Milan             |
| 11   | Delantero            | Luigi Riva           | 29                   | 40                   | Cagliari             |
| 12   | Portero              | Enrico Albertosi     | 34                   | 34                   | Cagliari             |
| 13   | Defensa              | Giuseppe Sabadini    | 25                   | 4                    | AC Milan             |
| 14   | Defensa              | Mauro Bellugi        | 24                   | 7                    | FC Internazionale    |
| 15   | Defensa              | Giuseppe Wilson      | 28                   | 1                    | Lazio                |
| 16   | Defensa              | Antonio Juliano      | 31                   | 17                   | Napoli               |
| 17   | Centrocampista       | Luciano Re Cecconi   | 25                   | 0                    | Lazio                |
| 18   | Centrocampista       | Franco Causio        | 25                   | 10                   | Juventus de Turín    |
| 19   | Delantero            | Pietro Anastasi      | 26                   | 20                   | Juventus de Turín    |
| 20   | Delantero            | Roberto Boninsegna   | 30                   | 18                   | FC Internazionale    |
| 21   | Delantero            | Paolino Pulici       | 24                   | 3                    | Torino               |
| 22   | Portero              | Luciano Castellini   | 28                   | 0                    | Torino               |
| Ent. | Ferruccio Valcareggi | Ferruccio Valcareggi | Ferruccio Valcareggi | Ferruccio Valcareggi | Ferruccio Valcareggi |

#### Argentina
| #    | Posición       | Nombre                | Edad          | PJ Sel        | Club            |
| ---- | -------------- | --------------------- | ------------- | ------------- | --------------- |
| 1    | Portero        | Daniel Carnevali      | 27            | -             | Las Palmas      |
| 2    | Delantero      | Rubén Ayala           | 24            | -             | Atlético Madrid |
| 3    | Centrocampista | Carlos Babington      | 24            | -             | Huracán         |
| 4    | Delantero      | Agustín Balbuena      | 28            | -             | Independiente   |
| 5    | Defensa        | Ángel Bargas          | 27            | -             | Nantes          |
| 6    | Centrocampista | Miguel Ángel Brindisi | 23            | -             | Huracán         |
| 7    | Defensa        | Jorge Carrascosa      | 25            | -             | Huracán         |
| 8    | Centrocampista | Enrique Chazarreta    | 26            | -             | San Lorenzo     |
| 9    | Defensa        | Rubén Glaria          | 26            | -             | San Lorenzo     |
| 10   | Defensa        | Ramón Heredia         | 23            | -             | Atlético Madrid |
| 11   | Delantero      | René Houseman         | 20            | -             | Huracán         |
| 12   | Portero        | Ubaldo Fillol         | 23            | -             | River Plate     |
| 13   | Delantero      | Mario Kempes          | 19            | -             | Rosario Central |
| 14   | Defensa        | Roberto Perfumo       | 31            | -             | Cruzeiro        |
| 15   | Delantero      | Aldo Poy              | 28            | -             | Rosario Central |
| 16   | Defensa        | Francisco Sá          | 28            | -             | Independiente   |
| 17   | Centrocampista | Carlos Squeo          | 26            | -             | Racing Club     |
| 18   | Centrocampista | Roberto Telch         | 30            | -             | San Lorenzo     |
| 19   | Centrocampista | Néstor Togneri        | 31            | -             | Estudiantes     |
| 20   | Defensa        | Enrique Wolff         | 25            | -             | River Plate     |
| 21   | Portero        | Miguel Ángel Santoro  | 32            | -             | Independiente   |
| 22   | Delantero      | Héctor Yazalde        | 28            | -             | Sporting CP     |
| Ent. | Vladislao Cap  | Vladislao Cap         | Vladislao Cap | Vladislao Cap | Vladislao Cap   |

#### Haití
| #    | Posición       | Nombre                | Edad          | PJ Sel        | Club                 |
| ---- | -------------- | --------------------- | ------------- | ------------- | -------------------- |
| 1    | Portero        | Henri Françillon      | 28            | -             | Victory Sportif Club |
| 2    | Portero        | Wilner Piquant        | 24            | -             | Violette             |
| 3    | Defensa        | Arsène Auguste        | 23            | -             | Racing Club Haïtien  |
| 4    | Defensa        | Fritz André           | 27            | -             | Violette             |
| 5    | Defensa        | Serge Ducosté         | 30            | -             | Aigle Noir AC        |
| 6    | Defensa        | Pierre Bayonne        | 25            | -             | Violette             |
| 7    | Centrocampista | Philippe Vorbe        | 26            | -             | Violette             |
| 8    | Centrocampista | Jean-Claude Désir     | 27            | -             | Aigle Noir AC        |
| 9    | Centrocampista | Eddy Antoine          | 24            | -             | Racing Club Haïtien  |
| 10   | Centrocampista | Guy François          | 26            | -             | Violette             |
| 11   | Delantero      | Guy Saint-Vil         | 31            | -             | Racing Club Haïtien  |
| 12   | Centrocampista | Ernst Jean-Joseph     | 26            | -             | Violette             |
| 13   | Defensa        | Serge Racine          | 22            | -             | Aigle Noir AC        |
| 14   | Defensa        | Wilner Nazaire        | 24            | -             | Valenciennes         |
| 15   | Delantero      | Roger Saint-Vil       | 24            | -             | Archibald FC         |
| 16   | Delantero      | Fritz Leandré         | 26            | -             | Racing Club Haïtien  |
| 17   | Centrocampista | Joseph-Marion Leandré | 29            | -             | Racing Club Haïtien  |
| 18   | Delantero      | Claude Barthélemy     | 29            | -             | Racing Club Haïtien  |
| 19   | Defensa        | Jean-Herbert Austin   | 24            | -             | Violette             |
| 20   | Delantero      | Emmanuel Sanon        | 22            | -             | Don Bosco            |
| 21   | Defensa        | Wilfried Louis        | 24            | -             | Don Bosco            |
| 22   | Portero        | Gérard Joseph         | 24            | -             | Racing Club Haïtien  |
| Ent. | Antoine Tassy  | Antoine Tassy         | Antoine Tassy | Antoine Tassy | Antoine Tassy        |